# Lemniscata di Bernoulli

Orbita del punto
al variare del parametro in, le coordinate del punto sono una possibile rappresentazione parametrica della lemniscata di Bernoulli

Vari modi per la costruzione di lemniscate. Animazioni realizzate in MSWLogo

In matematica, la lemniscata di Bernoulli è una curva algebrica piana a forma di otto orizzontale: essa è definita dai punti per i quali il prodotto delle distanze da due punti fissati detti fuochi è costante e uguale a {\displaystyle c^{2};} è descritta in coordinate cartesiane nella forma:
{\displaystyle (x^{2}+y^{2})^{2}=2c^{2}(x^{2}-y^{2}).}
Il grafico di questa equazione produce una curva simile al simbolo dell'infinito {\displaystyle \infty }, che a sua volta è chiamato lemniscata. La rappresentazione Unicode di ∞  è (&#8734;).
La lemniscata fu descritta per la prima volta nel 1694 da Jakob Bernoulli, come variante dell'ellisse, che è il luogo dei punti per i quali la somma delle distanze da due punti fissi detti fuochi è costante. Bernoulli la chiamò lemniscus, derivante dal greco λημνίσκος, lemníscos, che è l'equivalente latino di fiocco pendente.
La lemniscata era in effetti già stata trattata da Giovanni Cassini nel suo studio del 1680 sull'ovale di Cassini, di cui la lemniscata costituisce un caso particolare. Giovanni Fagnano dei Toschi nel 1750 ne studiò le principali proprietà.

## Lunghezza
La lunghezza della lemniscata di Bernoulli i cui due punti più distanti dal centro si trovino sui punti {\displaystyle (-1,0)} e {\displaystyle (1,0)} è lunga approssimativamente 2,622. Questa grandezza, calcolata da Carl Gauss, è indicata con il simbolo {\displaystyle \varpi }. Il rapporto tra {\displaystyle \pi } e {\displaystyle \varpi } è uguale alla media aritmetico-geometrica tra 1 e {\displaystyle {\sqrt {2}}}. La dimostrazione di questa identità ha portato ad avanzamenti nelle tecniche di calcolo degli integrali ellittici.

## Altre equazioni
La lemniscata di Bernoulli può anche essere descritta dalle equazioni polari
{\displaystyle r^{2}=2c^{2}\cos 2\theta }
o dall'equazione bipolare
{\displaystyle rr'=c^{2}.}